# Метью Ковард-Голлі
Метью Ковард-Голлі (англ. Matthew Coward-Holley, нар. 14 грудня 1994) — британський стрілець, бронзовий призер Олімпійських ігор 2020 року.

## Виступи на Олімпіадах
| Олімпіада  | Дисципліна | Місце |
| ---------- | ---------- | ----- |
| Токіо 2020 | трап       | 3     |
| Париж 2024 | трап       | 25    |